# Вучкович, Северина
Севери́на Ву́чкович (хорв. Severina Vučković; 21 апреля 1972, Сплит, СР Хорватия, СФРЮ) — хорватская певица и актриса, представитель Хорватии на конкурсе песни Евровидение 2006.

## Личная жизнь
В 2010 году Северина познакомилась с сербским бизнесменом Миланом Поповичем на праздновании его дня рождения, куда она была приглашена выступать. Вскоре они начали встречаться, а в августе 2011 года певица объявила о своей беременности . Отношения хорватской певицы и сербского бизнесмена вызвали большой интерес  СМИ в Хорватии и других странах бывшей Югославии. В феврале 2012 года у пары родился сын Александр. Мальчик был крещен в католической церкви в Риеке. По словам Северины, она бы хотела, чтобы ее сын прошел обряд крещения как в православной, так и в католической церкви, но это невозможно, так как обе церкви рассматривают таинство крещения как принадлежность к той или иной религии. В течение этого времени Северина жила на три города - Белград, Вршац и Загреб. В октябре 2012 году певица сообщила, что рассталась с Поповичем и вернулась в Загреб. Спустя несколько месяцев пара сошлась и в августе 2013 года окончательно рассталась. В октябре 2015 году Северина вышла замуж за сербского футболиста Игоря Койича, который младше ее на 15 лет.

## Скандал
В 2004 году певица оказалась вовлечённой в скандал после того, как в Интернете появилось видео, запечатлевшее половой акт между певицей и бизнесменом Миланом Лучичем. Скандал был связан с тем, что Лучич на момент съёмки был женат, а певица до этого позиционировала себя как верующая католичка и осуждала внебрачные половые сношения. Вучкович попыталась судить сайт, на котором была выложена лента, утверждая, что запись представляет собой её интеллектуальную собственность, но дело было прекращено Загребским судом в июле 2004 года.

## Интересные факты
В 2007 году вышел словенский фильм «Петушиный завтрак» (словен. Petelinji zajtrk), в котором Северина сыграла саму себя, то есть известную певицу. По сюжету фильма её персона сыграла важную роль в финальной развязке.

## Дискография
- Severina (Album) — 1989
- Dalmatinka — 1993
- Trava zelena — 1995
- Moja stvar — 1996
- Djevojka sa sela — 1998
- Paloma nera — Live album — 1999
- Ja samo pjevam — 1999
- Pogled ispod obrva — 2001
- 18 velikih hitova — 2002
- Virujen u te — Najbolje uživo — 2002
- Virujen u te — DVD — 2003
- Severgreen — 2004
- Moja štikla — 2006
- Zdravo Marijo — 2008
- Dobrodošao u klub (2012)